# Mallanayakanahalli, Hassan
Mallanayakanahalli là một làng thuộc tehsil Hassan, huyện Hassan, bang Karnataka, Ấn Độ.